# Анна Бохемска
Вижте пояснителната страница за други личности с името Анна Бохемска.
Анна Люксембургска-Бохемска (на немски: Anne von Böhmen, Anna von Luxemburg; * 11 май 1366, Прага; † 7 юни 1394, Шин, днес част от Лондон) е първата съпруга на Ричард II и кралица на Англия (1382 – 1394).

## Биография
Тя е голямата дъщеря на император Карл IV от династията Люксембурги и четвъртата му съпруга Елизабета Померанска. Сестра е на по-късния римско-немски крал и император Сигизмунд Люксембургски и на Маргарета, омъжена от 1381 г. за бургграф Йохан III фон Хоенцолерн от Нюрнберг. Полусестра е на по-големия крал Вацлав IV.
Анна се омъжва със съдействието на папския легат кардинал Пиетро Пилео ди Прата на 20 януари 1382 г. в Уестминстърското абатство в Лондон за 15-годишния английски крал Ричард II Плантагенет. Бракът е щастлив, но бездетен.
Тя умира по време на епидемията от чума на 7 юни 1394 г. Погребана е в Уестминстърското абатство. Ричард II се жени през 1396 за Изабела Френска (1389 – 1409).